# مدار ۶۸ درجه جنوبی
مدار ۶۸ درجه جنوبی، دایره‌ای از عرض جغرافیایی است که در ۶۸ درجهٔ جنوبی خط استوا  قرار دارد.

## گذر از مناطق
از نصف‌النهار مبدأ شروع می‌شود و به سمت مشرق ۶۸ درجه جنوبی از موارد زیر گذر می‌کند:
| مختصات‌ها                                             | کشور، قلمرو یا دریا | توضیحات |
| ---------------------------------------------------- | ------------------- | --- |
| ۶۸°۰′ جنوبی ۰°۰′ شرقی / ۶۸٫۰۰۰°جنوبی ۰٫۰۰۰°شرقی      | اقیانوس منجمد جنوبی | |
| ۶۸°۰′ جنوبی ۴۴°۳′ شرقی / ۶۸٫۰۰۰°جنوبی ۴۴٫۰۵۰°شرقی    | جنوبگان             | سرزمین شهبانو ماود, claimed by نروژ · قلمرو جنوبگان استرالیا, claimed by استرالیا                                          |
| ۶۸°۰′ جنوبی ۶۹°۵۱′ شرقی / ۶۸٫۰۰۰°جنوبی ۶۹٫۸۵۰°شرقی   | اقیانوس منجمد جنوبی | |
| ۶۸°۰′ جنوبی ۸۰°۵′ شرقی / ۶۸٫۰۰۰°جنوبی ۸۰٫۰۸۳°شرقی    | جنوبگان             | قلمرو جنوبگان استرالیا, claimed by استرالیا · سرزمین ادلی, claimed by فرانسه · قلمرو جنوبگان استرالیا, claimed by استرالیا |
| ۶۸°۰′ جنوبی ۱۴۸°۳۱′ شرقی / ۶۸٫۰۰۰°جنوبی ۱۴۸٫۵۱۷°شرقی | اقیانوس منجمد جنوبی | |
| ۶۸°۰′ جنوبی ۶۷°۱۳′ غربی / ۶۸٫۰۰۰°جنوبی ۶۷٫۲۱۷°غربی   | جنوبگان             | شبه‌جزیره جنوبگانی, claimed by آرژانتین, شیلی and بریتانیا                                                                  |
| ۶۸°۰′ جنوبی ۶۰°۶′ غربی / ۶۸٫۰۰۰°جنوبی ۶۰٫۱۰۰°غربی    | اقیانوس منجمد جنوبی | دریای ودل |